# Kraftwerk Hirschaid
Beim Kraftwerk Hirschaid in Strullendorf handelt es sich um ein 1922 gebautes Laufwasserkraftwerk. Das Kraftwerk befindet sich in unmittelbarer Nähe zur Schleuse Strullendorf des Main-Donau-Kanals (bei Kanal-km 13,9).
Im Oberlauf zweigt ein 280 m langer Kraftwerkskanal vom Main-Donau-Kanal zum Einlauf ab. Drei Francis-Doppelturbinen mit drei Generatoren erzeugen eine Leistung von 3,6 MW. Die Wassermenge von 50 m³/s fließt anschließend durch einen 480 m langen Kanal in die tiefer fließende Regnitz ab.
Das im Zuge des Baus des Main-Donau-Kanals neu errichtete Regnitzwehr Neuses versorgt die Regnitz ab Neuses bis Hirschaid mit Wasser, gleichzeitig regelt es die Stauhöhe der Kanalhaltung Strullendorf. Wasser, das nicht für die Schleusung in Strullendorf benötigt wird, steht durch die Kanalausleitung dem Kraftwerk Hirschaid zur Verfügung.
Die in Betrieb befindliche Wasserkraftanlage besteht aus mehreren Gebäuden und ist in der Liste der Baudenkmäler des Bayerischen Landesamtes für Denkmalpflege.

## Geschichte
Da der Main-Donau-Kanal beim Bau ab 1921 noch nicht existierte, wurde mittels eines Stauwerkes an der Regnitz bei Neuses ein Werkkanal, etwa parallel zum Ludwig-Donau-Main-Kanal bis zum Kraftwerk und der Regnitz gebaut. Gebaut wurde das Kraftwerk von der Eisenbahngesellschaft Becker & Co. im Auftrag des Überlandwerk-Oberfranken in 15 Monaten.
Im Zweiten Weltkrieg wurde das ÜWO-AG-Kraftwerk am 20. Februar 1945 Ziel von Fliegerangriffen und durch Bomben beschädigt, wobei ein diensthabender Obermaschinist im Turbinenhaus des Kraftwerkes schwer verwundet wurde und wenig später im Krankenhaus in Bamberg verstarb.
Gegen Ende der 1950er Jahre wurde bei Vermessungen und durch einen Verwaltungsleiter festgestellt, dass das EVO-Kraftwerk eigentlich komplett innerhalb der Grenzen der Gemeinde Strullendorf steht. Entgangene Steuereinnahmen (Baujahr 1922) wurden für zwei Jahre rückwirkend an die Gemeinde gezahlt.
Ab 1964 ersetzte der Main-Donau-Kanal westlich von Strullendorf den alten Ludwigkanal sowie den Werkkanal des Kraftwerkes, der bis dahin das Kraftwerk von Neuses aus speiste. Ein etwa 700 m langer Teil des alten Werkkanals ist bei Altendorf als Industriedenkmal noch erhalten.
Auf der rechten Seite der Wehrbrücke des Kraftwerkes wurde 1984 eine Fallkörpersperre aus Beton angebracht, die den Übergang militärisch unbrauchbar machen sollte. Dieses Relikt des Kalten Krieges ist noch heute als Denkmal dort.
Im Dezember 2008 wurden letztmals neue Francisturbinen-Laufräder mit optimiertem Design eingebaut und eine Erneuerung von Leitapparaten, Turbinenwellen und der mechanischen Regelung durchgeführt.

## Nachweise
- Wasser- und Schifffahrtsdirektion Süd: Karte der Bundeswasserstrasse 1:10.000, – Verkehrskarte